# V Corpo d'armata (Regio Esercito)
Il V Corpo d'armata fu una grande unità militare del Regio Esercito che prese parte alle campagne risorgimentali e alla prima e seconda guerra mondiale. Ricostituito in seno all'Esercito Italiano è stato attivo dal 1952 durante il periodo della guerra fredda con il compito di difendere il nord Italia contro un'ipotetica invasione ad est da parte del Patto di Varsavia.

## Storia
La storia del V Corpo d'armata ha inizio in seguito alla spedizione dei mille, con la quale le regioni meridionali e quasi tutta la Campania erano state conquistate da Garibaldi, Vittorio Emanuele II decise allora di intervenire con il proprio esercito per annettere Marche e Umbria, ancora nelle mani del Papa, e unire così il nord e il sud d'Italia lasciando al Papa il solo Lazio e unire così l'Italia. Il V Corpo d'armata mobilitato ha partecipato, al comando del tenente generale Morozzo Della Rocca, alle campagne nel Centro Meridione del 1860-61 in Umbria e nelle Marche, per poi combattere contro il Regno delle Due Sicilie a San Giuliano il 26 ottobre 1860, sul Garigliano il 29 ottobre 1860 e all'assedio di Gaeta.
Dopo la costituzione del Regno d'Italia la grande unità stabilì il suo quartier generale a Firenze, costituita dalla 1ª Divisione di linea di Firenze e la 15ª Divisione di linea di Perugia con entrambe le divisioni costituite da reggimenti di granatieri.
Allo scoppio della terza guerra di indipendenza nel 1866 il V Corpo d'armata mobilitato dopo essere rimasto in un primo momento a Firenze,  quando il Regio Esercito non era riuscito a sfondare il sistema delle fortezze del Quadrilatero a sud del lago di Garda nella battaglia di Custoza, mosse, al comando del tenente generale Raffaele Cadorna in soccorso delle truppe di Cialdini, raggiungendo l'Adige l'11 luglio 1866 e l'Isonzo il 24 luglio 1866.
Il V Corpo d'armata a partire dal 1860 veniva formato per mobilitazione quale ente operativo del corrispettivo Comando Territoriale, del quale era parte integrante, in occasione delle campagne di guerra, e veniva sciolto al termine delle operazioni.
All'atto dell'istituzione dei comandi di corpo d'armata, con decreto 22 marzo 1877, il V Corpo d'Armata subentrava al 5º Comando Generale di Roma stabilendo la sede del comando a Bologna.
Allo scoppio della prima guerra mondiale in cui l'Italia partecipò a fianco dell'Intesa, il V Corpo d'armata, che all'epoca aveva la sede del comando a Genova, al comando del tenente generale Florenzio Aliprindi, venne inquadrato nella 1ª Armata. Nelle fasi iniziali del conflitto ha operando attraverso la Valtellina, la Val Camonica, la Val Trompia, la Valle del Chiese e lungo la sponda occidentale del Lago di Garda. L'obiettivo finale della 1ª Armata di raggiungere la Trento non è riuscito. Il V Corpo d'armata era costituito della 9ª e 15ª Divisione fanteria di linea, dalla 34ª Divisione territoriale, dal 2º, 4º e 8º Reggimento bersaglieri, dal 6º Reggimento alpini più due battaglioni del 7º Reggimento alpini, da due ba e da un battaglione della Guardia di Finanza. Tutti i soldati del 6º Reggimento alpini vennero reclutati nelle valli attraversate, anche se il 6º Reggimento alpini non è mai stato impiegato nel suo complesso, ma singole compagnie o battaglioni sono stati impiegati per la conquista di specifiche vette, creste o passi o per il mantenimento delle posizioni.
L'avanzata iniziale attraverso la Valle dell'Adige e la Valsugana e attraverso l'altopiano di Asiago ha subito una battuta d'arresto da parte dell'esercito austro-ungarico e la prima linea del fronte è rimasta pressoché invariata in una situazione di stallo fino al 15 maggio 1916, quando gli austriaci scatenarono un'offensiva sugli altipiani vicentini in quella che fu definita "Strafexpedition" che venne respinta dall'esercito italiano. Dopo la fine dell'offensiva austriaca il V Corpo d'armata è rimasto nella stessa zona delle operazioni fino alla fine della guerra, terminando il conflitto a Rovereto. Nel corso del conflitto al comando della grande unità si sono avvicendati i generali Florenzio Alprindi, Emilio Bertotti, Luigi Capello, Gaetano Zoppi e Giovanni Ghersi.
AL termine della prima guerra mondiale il quartier generale venne stabilito a Trieste e la sua denominazione era quella di V Corpo d'armata di Trieste, articolato dal 1919 al 1926 su tre divisioni: la 13ª Divisione fanteria Trieste, la 14ª Divisione fanteria Gorizia e la 15ª Divisione fanteria Pola. Tra il 1926 e il 1940 la grande unità venne articolata su due divisioni: la 12ª Divisione fanteria territoriale di Trieste, poi Timavo e la 15ª Divisione fanteria Pola, poi Volosca, poi Abbazia e infine Carnaro.
Nei periodi che hanno preceduto il secondo conflitto mondiale al comando del corpo d'armata si sono alternati i generali Carlo Geloso nel 1938, cui subentrò dal fino a marzo del 1939 Italo Gariboldi, seguito fino a dicembre 1939 da Carlo Vecchiarelli, avvicendato da Riccardo Balocco.
All'entrata dell'Italia nella seconda guerra mondiale il 10 giugno 1940 il V Corpo d'armata, inquadrato nella 2ª Armata era dislocato alla frontiera con la Jugoslavia nella zona tra Postumia e Fiume (il comando artiglieria era retto dal col. a. igs. Enrico Rovere dal 15 luglio 1940).
La grande unità era così articolata:
- 15ª Divisione fanteria "Bergamo" schierata nella provincia di Fiume, sulla linea Fiume-Bresa-S. Rocco di Clana
- 12ª Divisione fanteria "Sassari" schierata tra San Pietro del Carso e la Val Corena.
- 13ª Divisione fanteria "Re" schierata sulla linea Circhina-Idria-Montenero d'Idria-Santa Lucia d'Isonzo
- 57ª Divisione fanteria "Lombardia" con sede del comando a Pola, dislocata su una linea di sicurezza verso il confine orientale, tra Villa del Nevoso-Monte Nudo-Monte Aquila

Nel 1941 il V Corpo d'armata prese parte alla occupazione della Jugoslavia entrando in territorio jugoslavo il 12 aprile. Alla fine delle operazioni di occupazione i suoi reparti vennero impiegati in compiti di presidio in Croazia e nelle isole del litorale. La sede del Comando viene fissata prima a Cirquenizza e poi a Otočac. Dal 9 ottobre al 9 novembre il V Corpo d'armata furono impegnati in una vasta azione antipartigiana al confine serbo-croato assieme alle divisioni alle sue dipendenze.
La Divisione "Sassari", impegnata, tra gennaio e aprile 1943 insieme ad altre tre divisioni italiane, quattro tedesche e croati collaborazionisti e cetnici della MVAC, ad una grande operazione contro i partigiani, nella zona del fiume Neretva, nel luglio del 1943, terminate una serie di vaste operazioni di rastrellamento sulle Alpi Bebie fece rientrò in patria e venne dislocata nel Lazio.
Nel corso del conflitto alle dipendenze del V Corpo d'armata si sono aggiunte i seguenti reparti:
- 153ª Divisione di fanteria "Macerata"
- 154ª Divisione fanteria "Murge"
- 14ª Brigata Costiera

Il V Corpo d'armata rimase in Croazia fino al termine dell'attività, il 9 settembre, quando venne sciolto a causa dei fatti conseguenti l'armistizio.

## Esercito Italiano
Dopo il secondo conflitto mondiale il Comando V Corpo d'armata venne ricostituito a Padova il 1º maggio 1952 per scissione dal V Comando militare territoriale. Dal 30 settembre 1953 si trasferisce a Vittorio Veneto nel Palazzo Piccin con il compito prioritario di assicurare la difesa del tratto più sensibile della frontiera orientale.
Con la ristrutturazione del 1975 mutò la denominazione in Comando 5º Corpo d'armata.
Nell'ambito dei provvedimenti connessi con l'attuazione del Nuovo modello di difesa varia compiti e organico e dal 1º ottobre 1997 venne trasformato in 1º Comando delle forze di difesa.

## I comandanti
- Comando V Corpo d'armata mobilitato (1860-61)
  - ten. gen. Enrico Morozzo della Rocca
- Comando V Corpo d'armata mobilitato (1866)
  - ten. gen. Raffaele Cadorna
- Comando V Corpo d'armata mobilitato (1915-18)
  - ten. gen. Florenzio Aliprindi
  - ten. gen. Gaetano Zoppi
  - ten. gen. Emilio Bertotti
  - ten. gen. Luigi Capello
  - ten. gen. Giovanni Ghersi
- Comando V Corpo d'armata mobilitato (1940-43)
  - gen. d. Riccardo Balocco (1º giugno 1940 - 17 febbraio 1942)
  - gen. d. Renato Coturri (18 febbraio 1942 - 9 gennaio 1943)
  - gen. d. Alessandro Gloria (10 gennaio - 4 maggio 1943)
  - gen. d. Antonio Scuero (13 maggio - 10 settembre 1943)